# ویلفرد مادلونگ
ویلفِرْد فردیناند مادِلونگ (به آلمانی: Wilferd Ferdinand Madelung) (زادهٔ ۲۶ دسامبر ۱۹۳۰ در اشتوتگارت – درگذشتهٔ ۹ مه ۲۰۲۳) اسلام‌شناس و استاد تاریخ اسلام در دانشگاه آکسفورد بود. تمرکز او در ایران‌شناسی و کار بر روی فرقه‌های شیعی بود و چون در مورد جانشینی پیامبر اسلام در اثر خود کتاب جانشینی محمد نظراتی نزدیک به نظرات شیعیان داشت در ایران بسیار مورد تکریم واقع شد. تا جایی که در سال ۲۰۱۳ توسط وزارت ارشاد ایران به او نشان بین المللی فارابی اعطا شد.

## زندگی
او در اشتوتگارت آلمان متولد شد. به همراه خانواده در ۱۹۴۷ به آمریکا مهاجرت کرد. در  ۱۹۵۳ مدرک لیسانس تاریخ و ادبیات اسلامی را از دانشگاه قاهره اخذ کرد و در سال ۱۹۵۷ از دانشگاه هامبورگ درجه دکترای مطالعات اسلامی دریافت کرد. مادلونگ رساله دکتری خود را تحت نظر اشتروتمان و اشپولر به پایان رساند. که در مورد قرامطه و فاطمیون و اشتراک نظر آنها در مورد امامت بود
از ۱۹۵۸ تا ۱۹۶۰ وابستهٔ فرهنگی سفارت آلمان در بغداد بود و در طول سال‌های ۱۹۶۹ تا ۱۹۷۸ استاد اسلام‌شناسی  دانشگاه شیکاگو بود. از ۱۹۷۸ تا ۱۹۹۸ استاد کرسی Laudian در عربی و مطالعات اسلامی در دانشگاه آکسفورد بود.
وی سخنرانی نیز در کنگره بین‌المللی نقش شیعه در پیدایش و گسترش علوم اسلامی داشته‌است.
او تا زمان درگذشت خود پژوهشگر ارشد مؤسسه مطالعات اسماعیلی در لندن بود.

## آثار
- «متون عربی در مورد تاریخ امامان زیدی طبرستان، دیلمان و گیلان»، فرانتس اشتاینر، ۱۹۸۷
- "روندهای مذهبی در ایران اسلامی اولیه"، ۱۹۸۸" در نهضت قرامطه 1990 "
- "مکتب‌ها و فرقه‌های اسلامی در سده‌های میانه ۱۹۹۲" توسط جواد قاسمی به فارسی ترجمه و توسط آستان قدس رضوی، بنیاد پژوهش‌های اسلامی در مشهد در سال ۱۳۷۵ منتشر شد.
- " جانشینی محمد (The Succession to Muhammad) "، انتشارات دانشگاه کمبریج، ۱۹۹۷
- این کتاب توسط حیدر رضا ضابط احمد نمایی جواد قاسمی و جواد مهدوی  در بنیاد پژوهش های اسلامی ترجمه و چاپ شده است.
- ''شناخت اسماعیلیه'', Leiden, ۱۹۹۸
- '' ظهور فاطمیان''، I.B. Tauris، ۲۰۰۰
- ''امام قاسم بن ابراهیم و عقیده زیدیان''